# Chessy-les-Prés
Chessy-les-Prés település Franciaországban, Aube megyében. Lakosainak száma 534 fő (2022. január 1.). Chessy-les-Prés Bernon, Courtaoult, Les Croûtes, Davrey, Ervy-le-Châtel, Lignières, Marolles-sous-Lignières, Vanlay és Flogny-la-Chapelle községekkel határos.

## Népesség
A település népessége az elmúlt években az alábbi módon változott:
| Lakosok száma | 497  | 476  | 509  | 527  | 523  | 511  | 501  | 519  | 527  | 534  |
|               | 1968 | 1982 | 1990 | 2006 | 2013 | 2015 | 2017 | 2019 | 2020 | 2022 |